# Otto Himmelstrup (politimand)
 For alternative betydninger, se Otto Himmelstrup. (Se også artikler, som begynder med Otto Himmelstrup)
Otto Himmelstrup (født 24. maj 1878 i Nysogn på Holmsland, død 27. november 1949 på Frederiksberg) var en dansk vicepolitiinspektør, der opklarede mordet på Kaj Munk.